# Símbol nacional
Els símbols nacionals o símbols patris són aquells que representen a estats, nacions i països, i així són reconeguts per altres estats. Generalment aquests símbols es formulen a partir de representacions visuals o verbals que pretenen difondre els valors de la història o dels personatges cèlebres del país. Tot i que majoritàriament els més usats són la bandera nacional i l'escut d'armes, els símbols nacionals poden ser:
- La bandera nacional.
- L'escut d'armes del país o la dinastia regnant en el cas dels països amb sistemes monàrquics.
- El pare o fundador de la nació.
- El color nacional.
- Gastronomia nacional o específicament plat/beguda nacional
- La Flor nacional
- L'animal nacional
- Plat nacional
- L'objecte nacional
- El territori nacional
- L'animal o planta nacional (p. ex.: el cedre al Líban o el còndor dels Andes al Perú)